# Nowe Łozice
Nowe Łozice (niem. Neuhütten) – osada w Polsce położona w województwie zachodniopomorskim, w powiecie koszalińskim, w gminie Bobolice.